# Peter Chakos
Peter Chakos es un editor, productor y director de producción de series de televisión estadounidense como The Big Bang Theory o Will & Grace. Además de recibir 15 nominaciones a los Premios Emmy por su trabajo de edición, en 2004 recibió un premio Eddie de la Asociación de Editores de Cine Americanos a la mejor edición en una serie de media hora de duración por Will & Grace.

## Historia
Peter Chakos empezó su carrera en la edición de series de televisión americanas en 1990 en un capítulo de Seinfeld y en sus primeros años trabajó como editor en algunas series y películas para televisión, destacando sus colaboraciones como editor en la telecomedia Cheers en la que llegó a ser nominado a un Premio Emmy en 2002 a la mejor realización de edición en una serie por el capítulo An Old Fashioned Wedding, el último capítulo de la 10.ª temporada, que compartió con Robert Bramwell.
Entre 1995 y 1998, participó en la edición de las cuatro temporadas de Caroline in the City, también conocida como Los líos de Caroline. Pero su reconocimiento le llegaría con la serie Will & Grace en la que trabajó entre 1998 y 2006 y con la que acumularía 14 nuevas nominaciones a los Emmy (tanto por la serie como por su trabajo de edición) y tres nominaciones a los premios Eddie de la Asociación de Editores de Cine Americanos, siendo galardonado en 2004 como «Mejor edición en una serie de media hora de duración» por el capítulo Last Ex to Brooklin de la sexta temporada. En esa época compaginó su trabajo en Will & Grace con la edición de capítulos de otras series y películas para la televisión destacando la edición del piloto de la telecomedia Dos hombres y medio en 2003.
Entre 2006 y 2007 editó la serie The Class y desde 2007 participa en la edición de The Big Bang Theory en la que también ha participado como productor y ha dirigido algunos episodios.
En su faceta como director, además de en The Big Bang Theory ha dirigido capítulos de Los líos de Caroline y Pearl.
Finalmente, en distintos roles de producción, ha participado en The Big Bang Theory, Los líos de Caroline, The Class, Will & Grace, Hank y Better with you.